# Diego Forlán
Diego Forlán Corazzo (n. 19 mai 1979, Montevideo, Departamentul Montevideo, Uruguay), cunoscut simplu ca Diego Forlán, este un fost fotbalist uruguayan care a evoluat pe postul de atacant. A câștigat de două ori atât Trofeul Pichichi, cât și Gheata de Aur. De asemenea, Forlán a fost desemnat jucătorul competiției la Campionatul Mondial de Fotbal 2010, organizat în Africa de Sud.

## Cariera
Diego Forlán s-a născut într-o familie de fotbaliști, tatăl său Pablo jucând pentru echipa braziliană FC São Paulo (1970-1975) și pentru Echipa națională de fotbal a Uruguayului la două campionate mondiale de fotbal: în 1966, în Anglia și în 1974, în Germania Federală. Bunicul său, Juan Carlos Corazo, a jucat pentru Independiente în Argentina.
Diego Forlán s-a alăturat la rândul său clubului de fotbal Independiente, pentru care a jucat timp de patru ani (1997-2001) și pentru care a marcat 37 de goluri în 80 de meciuri. În 2001 semnează un contract cu Manchester United din Premier League. La clubul englez nu a confirmat precum a făcut-o la Independiente, chiar dacă a câștigat titlul de campion al Angliei în 2003 și Cupa Angliei în 2004. Pentru Manchester United a marcat 10 goluri în 63 de meciuri. În vara lui 2004, Forlán se transferă la clubul Villarreal, în prima ligă spaniolă.
În primul său sezon din Spania, atacantul uruguayan reușește să înscrie 25 de goluri și să obțină Trofeul Pichichi. După alte două sezoane petrecute cu succes alături de Villarreal, Forlán ajunge la cota 54 de goluri marcate în 106 meciuri. În anul 2007, se mută la Atlético Madrid, unde devine din nou golgheterul campionatului spaniol, câștigând pentru a doua oară Trofeul Pichichi. Forlán este al doilea fotbalist după brazilianul Ronaldo care obține în două rânduri această distincție. Uruguayanul înscrie două goluri și este desemnat omul meciului în Finala UEFA Europa League 2010, contribuind decisiv la câștigarea acestei competiții de către Atlético Madrid în fața echipei Fulham din Anglia. Forlan activează la Atlético Madrid patru ani, jucând în total în 134 de partide și înscriind 74 de goluri.
În 2011 se transferă în Italia, la Internazionale Milano. Nu se ridică la nivelul așteptărilor, jucând în 18 partide și marcând doar 2 goluri. După un singur an petrecut la Inter, Forlán revine în 2012 în America de Sud, odată cu transferul la formația braziliană Internacional Porto Alegre. Aici jucătorul contribuie la câștigarea ediției din 2013 a Campionatului Gaúcho (Campionatul Statului Rio Grande do Sul). Cu cele 9 goluri izbutite, Forlán devine golgheterul competiției.
În paralel cu activitatea fotbalistică la nivel de club, Diego Forlán are o carieră internațională de succes, având peste 100 de selecții în Echipa națională de fotbal a Uruguayului. A debutat la echipa națională a țării sale la data de 27 martie 2002, în cadrul unui meci amical Uruguay–Arabia Saudită (scor 3–2), în care jucătorul reușește marcarea primului său gol pentru echipa națională.
Participă la Campionatul Mondial de Fotbal 2002, organizat în Coreea de Sud și Japonia, unde marchează singurul său gol la această ediție în meciul Uruguay–Senegal (scor 3–3).

## Statistici carieră

### Club
La 6 mai 2014.
| Club              | Sezon         | Ligă    | Ligă   | Cupă    | Cupă   | Cupa Ligii | Cupa Ligii | Continental | Continental | Altele  | Altele | Total   | Total  |
| Club              | Sezon         | Meciuri | Goluri | Meciuri | Goluri | Meciuri    | Goluri     | Meciuri     | Goluri      | Meciuri | Goluri | Meciuri | Goluri |
| ----------------- | ------------- | ------- | ------ | ------- | ------ | ---------- | ---------- | ----------- | ----------- | ------- | ------ | ------- | ------ |
| Independiente     | 1998–99       | 2       | 0      | –       | –      | –          | –          | 0           | 0           | –       | –      | 2       | 0      |
| Independiente     | 1999–2000     | 24      | 7      | –       | –      | –          | –          | 0           | 0           | –       | –      | 24      | 7      |
| Independiente     | 2000–01       | 36      | 18     | –       | –      | –          | –          | 6           | 2           | –       | –      | 42      | 20     |
| Independiente     | 2001–02       | 18      | 12     | –       | –      | –          | –          | 5           | 1           | –       | –      | 23      | 13     |
| Independiente     | Total         | 80      | 37     | –       | –      | –          | –          | 11          | 3           | –       | –      | 91      | 40     |
| Manchester United | 2001–02       | 13      | 0      | 0       | 0      | 0          | 0          | 5           | 0           | –       | –      | 18      | 0      |
| Manchester United | 2002–03       | 25      | 6      | 2       | 0      | 5          | 2          | 13          | 1           | –       | –      | 45      | 9      |
| Manchester United | 2003–04       | 24      | 4      | 2       | 1      | 1          | 1          | 4           | 2           | 1       | 0      | 32      | 8      |
| Manchester United | 2004–05       | 1       | 0      | 0       | 0      | 0          | 0          | 1           | 0           | 1       | 0      | 3       | 0      |
| Manchester United | Total         | 63      | 10     | 4       | 1      | 6          | 3          | 23          | 3           | 2       | 0      | 98      | 17     |
| Villarreal        | 2004–05       | 38      | 25     | 1       | 0      | –          | –          | 0           | 0           | –       | –      | 39      | 25     |
| Villarreal        | 2005–06       | 32      | 10     | 2       | 0      | –          | –          | 13          | 3           | –       | –      | 47      | 13     |
| Villarreal        | 2006–07       | 36      | 19     | 4       | 1      | –          | –          | 2           | 1           | –       | –      | 44      | 21     |
| Villarreal        | Total         | 106     | 54     | 8       | 1      | –          | –          | 15          | 4           | –       | –      | 128     | 59     |
| Atlético Madrid   | 2007–08       | 36      | 16     | 6       | 1      | –          | –          | 11          | 6           | –       | –      | 53      | 23     |
| Atlético Madrid   | 2008–09       | 33      | 32     | 3       | 1      | –          | –          | 9           | 2           | –       | –      | 45      | 35     |
| Atlético Madrid   | 2009–10       | 33      | 18     | 6       | 3      | –          | –          | 17          | 7           | –       | –      | 56      | 28     |
| Atlético Madrid   | 2010–11       | 32      | 8      | 3       | 1      | –          | –          | 6           | 1           | 1       | 0      | 42      | 10     |
| Atlético Madrid   | Total         | 134     | 74     | 17      | 6      | –          | –          | 45          | 16          | 1       | 0      | 196     | 96     |
| Internazionale    | 2011–12       | 18      | 2      | 0       | 0      | –          | –          | 2           | 0           | –       | –      | 20      | 2      |
| Internazionale    | Total         | 18      | 2      | 0       | 0      | –          | –          | 2           | 0           | –       | –      | 20      | 2      |
| Internacional     | 2012          | 19      | 5      | 0       | 0      | –          | –          | 0           | 0           | –       | –      | 19      | 5      |
| Internacional     | 2013          | 13      | 5      | 4       | 3      | –          | –          | 0           | 0           | 13      | 9      | 30      | 17     |
| Internacional     | Total         | 32      | 10     | 4       | 3      | 0          | 0          | 0           | 0           | 13      | 9      | 49      | 22     |
| Cerezo Osaka      | 2014          | 11      | 6      | 0       | 0      | –          | –          | 5           | 2           | –       | –      | 16      | 8      |
| Cerezo Osaka      | Total         | 11      | 6      | 0       | 0      | 0          | 0          | 5           | 2           | 0       | 0      | 16      | 8      |
| Total carieră     | Total carieră | 444     | 195    | 33      | 11     | 6          | 3          | 101         | 28          | 16      | 9      | 601     | 246    |

### Internațional
| Uruguay | Uruguay | Uruguay |
| An      | Meciuri | Goluri  |
| ------- | ------- | ------- |
| 2002    | 5       | 2       |
| 2003    | 7       | 5       |
| 2004    | 11      | 2       |
| 2005    | 9       | 2       |
| 2006    | 3       | 0       |
| 2007    | 9       | 5       |
| 2008    | 7       | 3       |
| 2009    | 9       | 3       |
| 2010    | 11      | 7       |
| 2011    | 13      | 3       |
| 2012    | 9       | 1       |
| 2013    | 14      | 3       |
| 2014    | 1       | 0       |
| Total   | 107     | 36      |

Statistics accurate as of match played 5 martie 2014

#### Meciuri și goluri internaționale
| #    | Data          | Stadion                                              | Oponent        | Rezultat            | Competiția                                             | Gol    |
| ---- | ------------- | ---------------------------------------------------- | -------------- | ------------------- | ------------------------------------------------------ | ------ |
| 2002 |               |                                                      |                |                     |                                                        |        |
| 1    | 27 martie     | Prince Mohamed bin Fahd Stadium, Dammam              | Arabia Saudită | 2–3                 | Meci amical                                            | 1 (1)  |
| 2    | 17 aprilie    | San Siro, Milan                                      | Italia         | 1–1                 | Meci amical                                            |        |
| 3    | 16 mai        | Wulihe Stadium, Shenyang                             | China          | 2–0                 | Meci amical                                            |        |
| 4    | 21 mai        | National Stadium, Singapore                          | Singapore      | 2–1                 | Meci amical                                            |        |
| 5    | 11 iunie      | Suwon World Cup Stadium, Suwon                       | Senegal        | 3–3                 | 2002 FIFA World Cup                                    | 1 (2)  |
| 2003 |               |                                                      |                |                     |                                                        |        |
| 6    | 28 martie     | Stadionul Național, Tokyo                            | Japonia        | 2–2                 | Meci amical                                            | 1 (3)  |
| 7    | 8 iunie       | Seoul World Cup Stadium, Seoul                       | Coreea de Sud  | 2–0                 | Meci amical                                            |        |
| 8    | 20 august     | Stadio Artemio Franchi, Florența                     | Argentina      | 2–3                 | Meci amical                                            | 1 (4)  |
| 9    | 7 septembrie  | Estadio Centenario, Montevideo                       | Bolivia        | 5–0                 | Calificările pentru Campionatul Mondial de Fotbal 2006 | 1 (5)  |
| 10   | 10 septembrie | Estadio Defensores del Chaco, Asunción               | Paraguay       | 1–4                 | Calificările pentru Campionatul Mondial de Fotbal 2006 |        |
| 11   | 15 noiembrie  | Estadio Centenario, Montevideo                       | Chile          | 2–1                 | Calificările pentru Campionatul Mondial de Fotbal 2006 |        |
| 12   | 19 noiembrie  | Pinheirão, Curitiba                                  | Brazilia       | 3–3                 | Calificările pentru Campionatul Mondial de Fotbal 2006 | 2 (7)  |
| 2004 |               |                                                      |                |                     |                                                        |        |
| 13   | 18 februarie  | National Stadium, Kingston                           | Jamaica        | 0–2                 | Meci amical                                            |        |
| 14   | 31 martie     | Estadio Centenario, Montevideo                       | Venezuela      | 0–3                 | Calificările pentru Campionatul Mondial de Fotbal 2006 |        |
| 15   | 1 iunie       | Estadio Centenario, Montevideo                       | Peru           | 1–3                 | Calificările pentru Campionatul Mondial de Fotbal 2006 | 1 (8)  |
| 16   | 6 iunie       | Estadio Metropolitano, Barranquilla                  | Columbia       | 0–5                 | Calificările pentru Campionatul Mondial de Fotbal 2006 |        |
| 17   | 7 iulie       | Estadio Elías Aguirre, Chiclayo                      | Mexic          | 2–2                 | 2004 Copa América                                      |        |
| 18   | 10 iulie      | Estadio Elías Aguirre, Chiclayo                      | Ecuador        | 2–1                 | 2004 Copa América                                      | 1 (9)  |
| 19   | 13 iulie      | Estadio Miguel Grau, Piura                           | Argentina      | 2–4                 | 2004 Copa América                                      |        |
| 20   | 18 iulie      | Estadio Jorge Basadre, Tacna                         | Paraguay       | 3–1                 | 2004 Copa América                                      |        |
| 21   | 21 iulie      | Estadio Nacional, Lima                               | Brazilia       | 1–1                 | 2004 Copa América                                      |        |
| 22   | 24 iulie      | Estadio Garcilaso de la Vega, Cusco                  | Columbia       | 2–1                 | 2004 Copa América                                      |        |
| 23   | 9 octombrie   | El Monumental, Buenos Aires                          | Argentina      | 2–4                 | Calificările pentru Campionatul Mondial de Fotbal 2006 |        |
| 2005 |               |                                                      |                |                     |                                                        |        |
| 24   | 27 martie     | Estadio Nacional, Santiago                           | Chile          | 0–0                 | Calificările pentru Campionatul Mondial de Fotbal 2006 |        |
| 25   | 30 martie     | Estadio Centenario, Montevideo                       | Brazilia       | 1–1                 | Calificările pentru Campionatul Mondial de Fotbal 2006 | 1 (10) |
| 26   | 4 iunie       | Estadio José Pachencho Romero, Maracaibo             | Venezuela      | 1–1                 | Calificările pentru Campionatul Mondial de Fotbal 2006 | 1 (11) |
| 27   | 7 iunie       | Estadio Nacional, Lima                               | Peru           | 0–0                 | Calificările pentru Campionatul Mondial de Fotbal 2006 |        |
| 28   | 17 august     | El Molinón, Gijón                                    | Spania         | 0–2                 | Meci amical                                            |        |
| 29   | 4 septembrie  | Estadio Centenario, Montevideo                       | Columbia       | 3–2                 | Calificările pentru Campionatul Mondial de Fotbal 2006 |        |
| 30   | 8 octombrie   | Estadio Olímpico Atahualpa, Quito                    | Ecuador        | 0–0                 | Calificările pentru Campionatul Mondial de Fotbal 2006 |        |
| 31   | 12 octombrie  | Estadio Centenario, Montevideo                       | Argentina      | 1–0                 | Calificările pentru Campionatul Mondial de Fotbal 2006 |        |
| 32   | 12 noiembrie  | Estadio Centenario, Montevideo                       | Australia      | 1–0                 | Calificările pentru Campionatul Mondial de Fotbal 2002 |        |
| 2006 |               |                                                      |                |                     |                                                        |        |
| 33   | 1 martie      | Anfield, Liverpool                                   | Anglia         | 1–2                 | Meci amical                                            |        |
| 34   | 16 august     | Alexandria Stadium, Alexandria                       | Egipt          | 2–0                 | Meci amical                                            |        |
| 35   | 15 noiembrie  | Boris Paichadze Stadium, Tbilisi                     | Georgia        | 0–2                 | Meci amical                                            |        |
| 2007 |               |                                                      |                |                     |                                                        |        |
| 36   | 2 iunie       | Stadium Australia, Sydney                            | Australia      | 2–1                 | Meci amical                                            | 1 (12) |
| 37   | 26 iunie      | Estadio Metropolitano de Mérida, Mérida              | Peru           | 0–3                 | 2007 Copa América                                      |        |
| 38   | 30 iunie      | Estadio Polideportivo de Pueblo Nuevo, San Cristóbal | Bolivia        | 1–0                 | 2007 Copa América                                      |        |
| 39   | 3 iulie       | Estadio Metropolitano de Mérida, Mérida              | Venezuela      | 0–0                 | 2007 Copa América                                      |        |
| 40   | 7 iulie       | Estadio Polideportivo de Pueblo Nuevo, San Cristóbal | Venezuela      | 4–1                 | 2007 Copa América                                      | 2 (14) |
| 41   | 10 iulie      | Estadio José Pachencho Romero, Maracaibo             | Brazilia       | 2–2 (aet, 4–5 pens) | 2007 Copa América                                      | 1 (15) |
| 42   | 14 iulie      | Estadio Olímpico, Caracas                            | Mexic          | 1–3                 | 2007 Copa América                                      |        |
| 43   | 13 octombrie  | Estadio Centenario, Montevideo                       | Bolivia        | 5–0                 | Calificările pentru Campionatul Mondial de Fotbal 2010 | 1 (16) |
| 44   | 17 octombrie  | Estadio Defensores del Chaco, Asunción               | Paraguay       | 0–1                 | Calificările pentru Campionatul Mondial de Fotbal 2010 |        |
| 2008 |               |                                                      |                |                     |                                                        |        |
| 45   | 6 februarie   | Estadio Centenario, Montevideo                       | Columbia       | 2–2                 | Calificările pentru Campionatul Mondial de Fotbal 2010 |        |
| 46   | 28 mai        | Ullevaal Stadion, Oslo                               | Norvegia       | 2–2                 | Meci amical                                            |        |
| 47   | 14 iunie      | Estadio Centenario, Montevideo                       | Venezuela      | 2–2                 | Calificările pentru Campionatul Mondial de Fotbal 2010 |        |
| 48   | 17 iunie      | Estadio Centenario, Montevideo                       | Peru           | 6–0                 | Calificările pentru Campionatul Mondial de Fotbal 2010 | 3 (19) |
| 49   | 6 septembrie  | Estadio El Campín, Bogotá                            | Columbia       | 1–0                 | Calificările pentru Campionatul Mondial de Fotbal 2010 |        |
| 50   | 10 septembrie | Estadio Centenario, Montevideo                       | Ecuador        | 0–0                 | Calificările pentru Campionatul Mondial de Fotbal 2010 |        |
| 51   | 19 noiembrie  | Stade de France, Paris                               | Franța         | 0–0                 | Meci amical                                            |        |
| 2009 |               |                                                      |                |                     |                                                        |        |
| 52   | 28 martie     | Estadio Centenario, Montevideo                       | Paraguay       | 2–0                 | Calificările pentru Campionatul Mondial de Fotbal 2010 | 1 (20) |
| 53   | 1 aprilie     | Estadio Nacional, Santiago                           | Chile          | 0–0                 | Calificările pentru Campionatul Mondial de Fotbal 2010 |        |
| 54   | 6 iunie       | Estadio Centenario, Montevideo                       | Brazilia       | 0–4                 | Calificările pentru Campionatul Mondial de Fotbal 2010 |        |
| 55   | 10 iunie      | Polideportivo Cachamay, Puerto Ordaz                 | Venezuela      | 2–2                 | Calificările pentru Campionatul Mondial de Fotbal 2010 | 1 (21) |
| 56   | 9 septembrie  | Estadio Centenario, Montevideo                       | Columbia       | 3–1                 | Calificările pentru Campionatul Mondial de Fotbal 2010 |        |
| 57   | 10 octombrie  | Estadio Olímpico Atahualpa, Quito                    | Ecuador        | 2–1                 | Calificările pentru Campionatul Mondial de Fotbal 2010 | 1 (22) |
| 58   | 13 octombrie  | Estadio Centenario, Montevideo                       | Argentina      | 0–1                 | Calificările pentru Campionatul Mondial de Fotbal 2010 |        |
| 59   | 14 noiembrie  | Estadio Ricardo Saprissa Aymá, San José              | Costa Rica     | 1–0                 | FIFA World Cup qualification                           |        |
| 60   | 18 noiembrie  | Estadio Centenario, Montevideo                       | Costa Rica     | 1–1                 | FIFA World Cup qualification                           |        |
| 2010 |               |                                                      |                |                     |                                                        |        |
| 61   | 3 martie      | AFG Arena, St. Gallen                                | Elveția        | 3–1                 | Meci amical                                            | 1 (23) |
| 62   | 26 mai        | Estadio Centenario, Montevideo                       | Israel         | 4–1                 | Meci amical                                            | 1 (24) |
| 63   | 11 iunie      | Cape Town Stadium, Cape Town                         | Franța         | 0–0                 | 2010 FIFA World Cup                                    |        |
| 64   | 16 iunie      | Loftus Versfeld Stadium, Pretoria                    | Africa de Sud  | 3–0                 | 2010 FIFA World Cup                                    | 2 (26) |
| 65   | 22 iunie      | Royal Bafokeng Stadium, Rustenburg                   | Mexic          | 1–0                 | 2010 FIFA World Cup                                    |        |
| 66   | 26 iunie      | Nelson Mandela Bay Stadium, Port Elizabeth           | Coreea de Sud  | 2–1                 | 2010 FIFA World Cup                                    |        |
| 67   | 2 iulie       | Soccer City, Johannesburg                            | Ghana          | 1–1 (aet, 4–2 pens) | 2010 FIFA World Cup                                    | 1 (27) |
| 68   | 6 iulie       | Cape Town Stadium, Cape Town                         | Țările de Jos  | 2–3                 | 2010 FIFA World Cup                                    | 1 (28) |
| 69   | 10 iulie      | Nelson Mandela Bay Stadium, Port Elizabeth           | Germania       | 2–3                 | 2010 FIFA World Cup                                    | 1 (29) |
| 70   | 12 octombrie  | Wuhan Sports Center Stadium, Wuhan                   | China          | 4–0                 | Meci amical                                            |        |
| 71   | 17 noiembrie  | Estadio Monumental, Santiago                         | Chile          | 0–2                 | Meci amical                                            |        |
| 2011 |               |                                                      |                |                     |                                                        |        |
| 72   | 25 martie     | A. Le Coq Arena, Tallinn                             | Estonia        | 0–2                 | Meci amical                                            |        |
| 73   | 29 martie     | Aviva Stadium, Dublin                                | Ireland        | 3–2                 | Meci amical                                            |        |
| 74   | 29 mai        | Rhein-Neckar-Arena, Sinsheim                         | Germania       | 1–2                 | Meci amical                                            |        |
| 75   | 8 iunie       | Estadio Centenario, Montevideo                       | Țările de Jos  | 1–1 (aet, 4–3 pens) | Meci amical                                            |        |
| 76   | 23 iunie      | Estadio Atilio Paiva Olivera, Rivera                 | Estonia        | 3–0                 | Meci amical                                            |        |
| 77   | 4 iulie       | Estadio San Juan del Bicentenario, San Juan          | Peru           | 1–1                 | 2011 Copa América                                      |        |
| 78   | 8 iulie       | Estadio Malvinas Argentinas, Mendoza                 | Chile          | 1–1                 | 2011 Copa América                                      |        |
| 79   | 12 iulie      | Estadio Ciudad de La Plata, La Plata                 | Mexic          | 1–0                 | 2011 Copa América                                      |        |
| 80   | 16 iulie      | Estadio Estanislao López, Santa Fe                   | Argentina      | 1–1 (aet, 5–4 pens) | 2011 Copa América                                      |        |
| 81   | 19 iulie      | Estadio Ciudad de La Plata, La Plata                 | Peru           | 2–0                 | 2011 Copa América                                      |        |
| 82   | 24 iulie      | Estadio Monumental, Buenos Aires                     | Paraguay       | 3–0                 | 2011 Copa América                                      | 2 (31) |
| 83   | 7 octombrie   | Estadio Centenario, Montevideo                       | Bolivia        | 4–2                 | Calificările pentru Campionatul Mondial de Fotbal 2014 |        |
| 84   | 11 octombrie  | Estadio Defensores del Chaco, Asunción               | Paraguay       | 1–1                 | Calificările pentru Campionatul Mondial de Fotbal 2014 | 1 (32) |
| 2012 |               |                                                      |                |                     |                                                        |        |
| 85   | 29 februarie  | Stadionul Național, București                        | România        | 1–1                 | Meci amical                                            |        |
| 86   | 25 mai        | Lokomotiv Stadium, Moscova                           | Rusia          | 1–1                 | Meci amical                                            |        |
| 87   | 2 iunie       | Estadio Centenario, Montevideo                       | Venezuela      | 1–1                 | Calificările pentru Campionatul Mondial de Fotbal 2014 | 1 (33) |
| 88   | 10 iunie      | Estadio Centenario, Montevideo                       | Peru           | 4–2                 | Calificările pentru Campionatul Mondial de Fotbal 2014 |        |
| 89   | 15 august     | Grand Stade du Havre, Le Havre                       | Franța         | 0–0                 | Meci amical                                            |        |
| 90   | 7 septembrie  | Estadio Metropolitano Roberto Meléndez, Barranquilla | Columbia       | 0–4                 | Calificările pentru Campionatul Mondial de Fotbal 2014 |        |
| 91   | 11 septembrie | Estadio Centenario, Montevideo                       | Ecuador        | 1–1                 | Calificările pentru Campionatul Mondial de Fotbal 2014 |        |
| 92   | 12 octombrie  | Estadio Malvinas Argentinas, Mendoza                 | Argentina      | 0–3                 | Calificările pentru Campionatul Mondial de Fotbal 2014 |        |
| 93   | 16 octombrie  | Estadio Hernando Siles, La Paz                       | Bolivia        | 1–4                 | Calificările pentru Campionatul Mondial de Fotbal 2014 |        |
| 2013 |               |                                                      |                |                     |                                                        |        |
| 94   | 6 februarie   | Khalifa International Stadium, Doha                  | Spania         | 1–3                 | Meci amical                                            |        |
| 95   | 22 martie     | Estadio Centenario, Montevideo                       | Paraguay       | 1–1                 | Calificările pentru Campionatul Mondial de Fotbal 2014 |        |
| 96   | 26 martie     | Estadio Nacional, Santiago                           | Chile          | 0–2                 | Calificările pentru Campionatul Mondial de Fotbal 2014 |        |
| 97   | 5 iunie       | Estadio Centenario, Montevideo                       | Franța         | 1–0                 | Meci amical                                            |        |
| 98   | 11 iunie      | Estadio Polideportivo Cachamay, Ciudad Guayana       | Venezuela      | 1–0                 | Calificările pentru Campionatul Mondial de Fotbal 2014 |        |
| 99   | 16 iunie      | Arena Pernambuco, Recife                             | Spania         | 1–2                 | 2013 FIFA Confederations Cup                           |        |
| 100  | 20 iunie      | Arena Fonte Nova, Salvador                           | Nigeria        | 2–1                 | 2013 FIFA Confederations Cup                           | 1 (34) |
| 101  | 26 iunie      | Estádio Mineirão, Belo Horizonte                     | Brazilia       | 1–2                 | 2013 FIFA Confederations Cup                           |        |
| 102  | 26 iunie      | Arena Fonte Nova, Salvador                           | Italia         | 2–2 (aet, 2–3 pens) | 2013 FIFA Confederations Cup                           |        |
| 103  | 14 august     | Miyagi Stadium, Rifu                                 | Japonia        | 4–2                 | Meci amical                                            | 2 (36) |
| 104  | 6 septembrie  | Estadio Nacional, Lima                               | Peru           | 2–1                 | Calificările pentru Campionatul Mondial de Fotbal 2014 |        |
| 105  | 11 octombrie  | Estadio Olímpico Atahualpa, Quito                    | Ecuador        | 0–1                 | Calificările pentru Campionatul Mondial de Fotbal 2014 |        |
| 106  | 13 noiembrie  | Amman International Stadium, Amman                   | Iordania       | 5–0                 | Calificările pentru Campionatul Mondial de Fotbal 2014 |        |
| 107  | 20 noiembrie  | Estadio Centenario, Montevideo                       | Iordania       | 0–0                 | Calificările pentru Campionatul Mondial de Fotbal 2014 |        |
| 2014 |               |                                                      |                |                     |                                                        |        |
| 108  | 5 martie      | Wörthersee Stadion, Klagenfurt                       | Austria        | 1–1                 | Meci amical                                            |        |

Statistics accurate as of match played 5 martie 2014

## Palmares

### Club
Manchester United
- Premier League (1): 2002–03
- FA Cup (1): 2003–04
- FA Community Shield (1): 2003

Villarreal
- Cupa UEFA Intertoto (1): 2004

Atletico Madrid
- UEFA Europa League (1): 2009–10
- Supercupa Europei (1): 2010

Internacional
- Rio Grande do Sul State League: 2013

### Națională
Uruguay
- Campionatul Mondial de Fotbal

Locul 4 2010
- Copa América: 2011
- Cupa Confederațiilor FIFA

Locul 4: 2013

### Individual
- Trofeul Pichichi (2): 2004–05, 2008–09
- Gheata de Aur a Europei (2): 2004–05*, 2008–09
- Trofeo EFE: 2004–05
- Omul meciului în Finala UEFA Europa League 2010
- 2010 FIFA World Cup Man of The Match (3): vs France, vs South Africa, vs Ghana
- 2010 FIFA World Cup Co-Top Scorer
- 2010 FIFA World Cup Golden Ball
- 2010 FIFA World Cup All-Star Team
- Campeonato Gaúcho Top Scorer: 2013

(* Împărțit cu Thierry Henry)